# Сухотское сельское поселение
Сухо́тское се́льское поселе́ние — муниципальное образование в Моздокском районе Республики Северная Осетия — Алания Российской Федерации.
Административный центр — село Сухотское. 

## География
Муниципальное образование расположено в западной части Моздокского района. В состав сельского поселения входит один населённый пункт. Площадь сельского поселения составляет — 48,60 км2.
Граничит с землями муниципальных образований: Ново-Осетинское сельское поселение на севере, Павлодольское сельское поселение на северо-востоке, Виноградненское сельское поселение на востоке, Малгобекское сельское поселение на юге и Сельское поселение Хамидие на западе. 
Сельское поселение расположено на наклонной Кабардинской равнине. Средние высоты на территории муниципального образования составляют около 174 метров над уровнем моря. Рельеф местности преимущественно равнинный без сильных колебаний относительных высот. Вдоль долины реки Терек тянется Терский кряж, чьи относительные высоты достигают 10-15 метров. К югу от села постепенно начинают возвышаться абсолютные высоты в сторону Терского хребта.
Гидрографическая сеть представлена в основном рекой Терек. Вдоль западной окраины сельского поселения протекает река Курп, впадающая в Терек, чуть северо-западнее села. К югу от села проходит Малокабардинский канал, орошающий поля сельского поселения. 
Климат влажный умеренный. Температура воздуха в среднем колеблется от +23,3°С в июле, до -2,5°С в январе. Среднегодовое количество осадков составляет около 580 мм. Основное количество осадков выпадает в период с мая по июль. 

## История
Статус и границы сельского поселения установлены Законом Республики Северная Осетия-Алания от 5 марта 2005 года № 16-рз «Об установлении границ муниципального образования Моздокский район, наделении его статусом муниципального района, образовании в его составе муниципальных образований - городского и сельских поселений и установлении их границ»

## Население
| 2002 | 2010 | 2011 | 2012 | 2013 | 2014 | 2015 |
| ---- | ---- | ---- | ---- | ---- | ---- | ---- |
| 861  | ↘785 | →785 | ↘784 | ↗794 | ↗805 | ↗824 |
| 2016 | 2017 | 2018 | 2019 | 2020 | 2021 | 2023 |
| →824 | ↗829 | ↘821 | ↗832 | →832 | ↘824 | ↘820 |
| 2024 | 2025 |      |      |      |      |      |
| ↗822 | ↘817 |      |      |      |      |      |

Процент от населения района — 1 %
Плотность — 16.81 чел./км2. 

## Состав поселения
| № | Населённый пункт | Тип населённого пункта       | Население | Доля от населения (%) |
| - | ---------------- | ---------------------------- | --------- | --------------------- |
| 1 | Сухотское        | село, административный центр | ↘817      | 100%                  |

## Местное самоуправление
Администрация Сухотского сельского поселения — село Сухотское, ул. Садовая, 1. 
Структуру органов местного самоуправления сельского поселения составляют:
- Глава сельского поселения — Педан Элина Николаевна
- Администрация Сухотского сельского поселения — состоит из 5 человек.
- Совет местного самоуправления Сухотского сельского поселения — состоит из 8 депутатов.